# Sithu Kyawhtin
Pour le général gouverneur de Taungû (1470-1481), voir Sithu Kyawhtin (Taungû).
Sithu Kyawhtin (birman စည်သူကျော်ထင်, sìθù tɕɔ̀tʰìɴ, ; connu aussi comme Sagaing Narapati ; 1495–15??) fut le dernier souverain du royaume d'Ava, entre 1551 et 1555. Il était d'ethnie Shan et fils de Sawlon, saopha (prince) de Mohnyin. Il monta sur le trône en 1552 après avoir expulsé d'Ava son prédécesseur Mobye Narapati. En mars 1555, Ava fut prise par le roi Bayinnaung de la dynastie Taungû et Sithu Kyawhtin fut emmené à Pégou (Bago). Il fut traité avec honneur, faveur qu'il rendit en mettant fin à une rébellion qui s'était déclarée pendant que Bayinnaung était en expédition contre le royaume d'Ayutthaya.

## Débuts

### Gouverneur de Salin
Sithu Kyawhtin était fils de Sawlon, prince de Mohnyin, qui avait conduit la confédération des princes shans à la conquête d'Ava en 1527. Sawlon nomma ses fils à la tête du royaume : l'aîné, Thohanbwa, devint roi d'Ava, tandis que Sithu Kyawhtin recevait Salin, une région au sud du royaume, en apanage. Sawlon fut assassiné par ses ministres en 1533.
Dans les années 1540, Sithu Kyawhtin se trouve impliqué dans les luttes de pouvoir entre les chefs de la confédération shan. En 1543, Thohanbwa fut assassiné par ses ministres, qui remirent le trône à Hkonmaing, saopha de Thibaw. Sithu Kyawhtin considérait que celui-ci devait lui revenir, puisque Mohnyin était à la tête de la confédération. Il se joignit néanmoins à celle-ci pour attaquer en 1544 la dynastie Taungû, qui commençait à devenir dangereusement puissante dans le sud. Ce fut un échec et son roi Tabinshwehti contre-attaqua l'année suivante, s'emparant de l'apanage de Sithu Kyawhtin et de Pagan (aujourd'hui Bagan), où il se fit symboliquement couronner roi de toute la Birmanie. Sithu Kyawhtin s'enfuit à Sagaing, de l'autre côté de l'Irrawaddy par rapport à Ava.

### À Sagaing
Lorsque Mobye Narapati, saopha de Mobye et fils de Hkonmaing, monta en 1546 sur le trône d'Ava, celui-ci n'avait plus d'autorité que sur une petite zone autour de sa capitale, et Sithu Kyawhtin ne le reconnut que du bout des lèvres. Il se révolta ouvertement à la fin de 1551, obligeant Mobye Narapati à fuir au début de 1551. Il lui succéda à Ava avec le titre de Narapati (Sagaing Narapati, puisqu'il venait de Sagaing).

## Règne à Ava
Conscient que le roi Bayinnaung de la dynastie Taungû, couronné en 1550, était sur le point d'attaquer Ava, Sithu Kyawhtin demanda aux saophas de la confédération d'oublier leurs luttes intestines pour se rassembler contre leur ennemi commun. En 1553, une grande armée fut levée pour s'opposer à l'invasion prochaine. Elle fut cantonnée à Bagan, frontière entre les deux royaumes. Fin 1554, Bayinnaung mena personnellement ses troupes contre Ava, dont il s'empara en janvier 1555. Sithu Kyawhtin fut fait prisonnier et conduit à Pégou.

## À Pégou
À Pégou, l'ancien roi reçut un domaine avec 30 serviteurs. Les bonnes manières de Bayinnaung lui furent rendues : en 1564, alors que celui-ci se trouvait sur le front dans l'actuelle Thaïlande, une rébellion éclata à Pégou. Sithu Kyawhtin, ancien militaire, fut appelé à l'aide et il y mit fin. Bayinnaung, charmé de ce service, lui fit rendre des honneurs supplémentaires.